# Aleiodes cantherius
Aleiodes cantherius är en stekelart som först beskrevs av Lyle 1919.  Aleiodes cantherius ingår i släktet Aleiodes och familjen bracksteklar. Inga underarter finns listade i Catalogue of Life.